# مایان (دامغان)
مایان روستایی در دهستان حومه بخش مرکزی شهرستان دامغان استان سمنان ایران است.
مایان در ۶ کیلومتری دامغان و ۳ کیلومتری جنوب جاده ترانزیت تهران مشهد واقع شده است و یکی از قدیمی‌ترین روستاهای ایران می‌باشد که در سالهای اخیر با توجه به رشد شهرنشینی تغییر شکل یافته است.
این روستا شامل سه قلعه قدیمی می‌باشد که متأسفانه در حال تخریب است. اطراف روستا آثار باستانی فراوان به جا مانده است که شاهد کنده کاریها و کاوشهای قاچاقچیان آثار باستانی می‌باشد.

## جمعیت
بر پایه سرشماری عمومی نفوس و مسکن در سال ۱۳۹۵ جمعیت این روستا ۳۱۲ نفر (در ۱۱۰ خانوار) بوده است.